# 稲川淳二・怪奇心霊実話 凍りつく病棟
『稲川淳二・怪奇心霊実話 凍りつく病棟』（いながわじゅんじ・かいきしんれいじつわ こおりつくびょうとう）は、1992年7月21日に大陸書房から発売された全三話のオムニバス・ホラーオリジナルビデオ。稲川淳二が総監督、原案、脚本、特殊メイク、ストーリーテラーを手がけた。

## 概要
旅行先の田舎町で急遽、入院することになった男を描いた「となりの患者」、戦時中の日本を舞台にした「リヤカー」、事故で顔の皮膚を失った女が、病院内で殺戮に走る「顔」の三話で構成される。また、各話の間には稲川による怪談の語りが挿入される。
中でも「顔」は、その陰惨なストーリーと、特殊メイクによるグロテスクなスプラッター描写からインパクトが強い。
レンタルビデオの他、地上波でも深夜に放送されており、近年ではホラーやオカルトを扱ったインターネットコミュニティ上で、後述の「稲川淳二の恐怖物語4」と共に「タイトルを知りたい」、「トラウマになった」と話題に上ることがある。
ビデオは廃盤、DVDも未発売につき、鑑賞は困難である。